# Nätvaktelbär
Nätvaktelbär (Gaultheria adenothrix) är en buske i släktet vaktelbär och familjen ljungväxter. Den förekommer endemiskt i Japan. 
Nätvaktelbär blommar med vita blommor och får sedan röda bär.